# Hemiasterellidae
Hemiasterellidae é uma família de esponjas marinhas da ordem Hadromerida. 

## Gêneros
- Adreus Gray, 1867
- Axos Gray, 1867
- Hemiasterella Carter, 1879
- Leptosastra Topsent, 1904
- Paratimea Hallmann, 1917
- Stelligera Gray, 1867